# Höheres Kommando z.b.V. LXV
Het Duitse Höheres Kommando z.b.V. LXV (Nederlands: Hoger Korps Commando voor speciale inzet 65) was een speciaal Duits Legerkorps van de Wehrmacht tijdens de Tweede Wereldoorlog. Het H.Kdo. kwam alleen in actie in Servië, Joegoslavië. 

## Krijgsgeschiedenis

### Oprichting
Het Höheres Kommando z.b.V. LXV werd opgericht op 21 mei 1941 in Schneidemuhl in Wehrkreis II.

### Inzet
Het korps werd tussen 4 en 10 juni 1941 naar Vrnjačka Banja in Servië, Joegoslavië getransporteerd om daar het 11e Legerkorps af te lossen. Verder nam het H.Kdo. deel aan bezettingstaken en training. Het H.Kdo. was voortdurend bezig met anti-partizaan acties en beveiligen van wegen en railverbindingen in Centraal- en Zuidwest-Joegoslavië tot de lente van 1942. Gedurende deze gehele periode beschikte het korps over een kern van vier divisies, de 704e, 714e, 717e en 718e Infanteriedivisies, regelmatig aangevuld met andere divisies zoals de 113e en 342e Infanteriedivisies.

Het Höheres Kommando z.b.V. LXV werd op 1 maart 1942 omgedoopt naar “Komm.General und Befehlshaber in Serbien (Mil.Befh.Serbien)”.

## Bovenliggende bevelslagen
| Leger     | Legergroep | Plaats/regio | Begin        | Eind         |
| --------- | ---------- | ------------ | ------------ | ------------ |
| 2. Armee  | OKH        | Servië       | 10 juni 1941 | juni 1941    |
| 12. Armee | OKH        | Servië       | juli 1941    | 1 maart 1942 |

## Commandanten

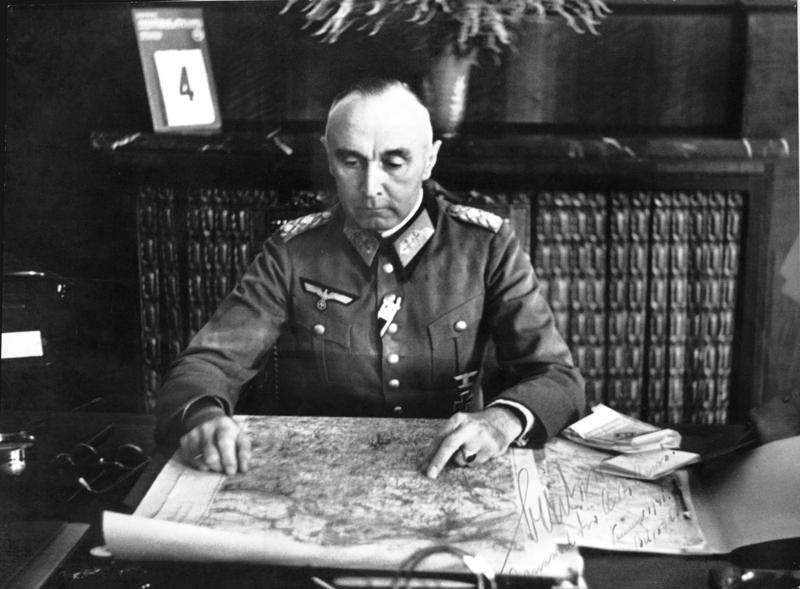
General Paul Bader

| Rang                                                     | Naam       | Begin       | Eind         |
| -------------------------------------------------------- | ---------- | ----------- | ------------ |
| Generalleutnant General der Artillerie (vanaf juli 1941) | Paul Bader | 25 mei 1941 | 1 maart 1942 |